# Coupe continentale de combiné nordique 2019
Navigation
2018 2020
La Coupe continentale de combiné nordique 2018 - 2019 est la onzième édition de la coupe continentale, compétition de combiné nordique organisée annuellement par la fédération internationale de ski. Il s'agit de la compétition internationale de second niveau derrière la coupe du monde qui est également organisé par la fédération internationale de ski.
Pour la deuxième fois, une compétition féminine est organisée au sein de la Coupe.
Elle se déroule du 14 décembre 2018 au 10 mars 2019 :
- en 11 épreuves féminines disputées lors de 5 étapes ;
- en 19 épreuves masculines disputées lors de 8 étapes.

Les deux premières et les deux dernières étapes donnent lieu à des courses féminines et masculines. Par ailleurs, lors de l'étape d'Otepää sont organisées des courses féminines de la Coupe continentale et des courses de la Coupe du monde, compétition exclusivement masculine jusqu'à présent.
La compétition féminine est remportée par l'Américaine Tara Geraghty-Moats tandis que l'Autrichien Paul Gerstgraser remporte la compétition masculine.

## Organisation de la compétition

### Programme et sites de compétition
Cette Coupe continentale débute par deux étapes, à Steamboat Springs et Park City (États-Unis d'Amérique), où sont organisées conjointement des courses féminines et masculines.
Suit, comme lors de la saison précédente, une étape féminine à Otepää (Estonie), début janvier, en même temps que la coupe du monde masculine.
Chez les hommes, l'année 2019 commence par l'étape de Klingenthal, en Allemagne, immédiatement suivie par celle de Ruka, en Finlande. Une étape se déroule fin janvier à Planica (Slovénie), en même temps que les Championnats du monde junior. Ensuite, une étape se déroule en Autriche, à Eisenerz.
La compétition se termine, pour les hommes et les femmes, par les étapes de Rena (Norvège) et de Nijni Taguil (Russie).

### Format des épreuves
Le calendrier ne prévoit que des épreuves individuelles, dont une mass-start.
Lors d'un Gundersen, les athlètes exécutent premièrement un saut sur un tremplin suivi d’une course de ski de fond de 5 km. À la suite du saut, des points sont attribués pour la longueur et le style. Le départ de la course de ski de fond s'effectue selon la méthode Gundersen (1 point = 4 secondes), le coureur occupant la première place du classement de saut s’élance en premier, et les autres s’élancent ensuite dans l’ordre fixé. Le premier skieur à franchir la ligne d’arrivée remporte l’épreuve.
Lors d'une mass-start, c'est l'inverse : les coureuses s'élancent en même temps sur le parcours de fond, et c'est leur classement à l'arrivée qui est converti en points ; à ces premiers viendront s'additionner ceux acquis lors de l'épreuve de saut, qui se déroule dans un deuxième temps. L'athlète ayant le plus de points gagne l'épreuve.
Dans les tous les courses, les trente premiers athlètes à l'arrivée marquent des points suivants la répartition suivante :
| Place  | 1er | 2e | 3e | 4e | 5e | 6e | 7e | 8e | 9e | 10e | 11e | 12e | 13e | 14e | 15e | 16e | 17e | 18e | 19e | 20e | 21e | 22e | 23e | 24e | 25e | 26e | 27e | 28e | 29e | 30e |
| ------ | --- | -- | -- | -- | -- | -- | -- | -- | -- | --- | --- | --- | --- | --- | --- | --- | --- | --- | --- | --- | --- | --- | --- | --- | --- | --- | --- | --- | --- | --- |
| Points | 100 | 80 | 60 | 50 | 45 | 40 | 36 | 32 | 29 | 26  | 24  | 22  | 20  | 18  | 16  | 15  | 14  | 13  | 12  | 11  | 10  | 9   | 8   | 7   | 6   | 5   | 4   | 3   | 2   | 1   |

### Dotation financière
Les sommes suivantes sont versées aux athlètes après chaque course :
| Place                | 1er | 2e  | 3e  | 4e  | 5e  | 6e |
| -------------------- | --- | --- | --- | --- | --- | -- |
| Épreuve individuelle | 500 | 400 | 300 | 150 | 100 | 50 |

## Compétition

### Athlètes qualifiés
Les fédérations peuvent engager le nombre d'athlètes qu'elle souhaitent. Les compétitrices doivent être nés en 2002 ou avant.

### Déroulement de la compétition

#### Steamboat Springs
- Le 14 :
  - dans la course féminine, victoire[8] de l'Américaine Tara Geraghty-Moats devant la Norvégienne Gyda Westvold Hansen et la Russe Stefaniya Nadymova[9].
  - la course masculine est remportée[10] par l'Américain Taylor Fletcher devant les Autrichiens Paul Gerstgraser et Bernhard Flaschberger.

- Le 15 :
  - chez les femmes, rebelote : la course est remportée[11], comme la veille, par l'Américaine Tara Geraghty-Moats. Sa dauphine est, comme la veille, la Norvégienne Gyda Westvold Hansen. L'Italienne Veronica Gianmoena complète le podium.

L'étape est un succès dans le contexte de la féminisation du combiné.
- - dans la course masculine, l'Autrichien Paul Gerstgraser, qui la veille occupait la deuxième marche du podium, remporte l'épreuve[13], devant le vainqueur de la veille, l'Américain Taylor Fletcher : ces deux combinés se partagent donc la première place du classement général de la compétition. Le Norvégien Lars Buraas complète le podium du jour.

#### Park City

##### épreuves féminines
- le 19 décembre, la course est remportée[14] par Tara Geraghty-Moats, qui signe là sa troisième victoire consécutive en trois courses. L'Allemande Jenny Nowak grimpe enfin sur le podium tandis que la sauteuse à ski canadienne Taylor Henrich complète celui-ci.
- le lendemain, c'est la Norvégienne Gyda Westvold Hansen qui s'impose[15], devant les mêmes Jenny Nowak et Taylor Henrich. L'Américaine Tara Geraghty-Moats, forfait, conserve néanmoins sa position de leader de la compétition.

## Classement général

### Individuel
| Rang | Nom                  | Points |
| ---- | -------------------- | ------ |
| 01   | Tara Geraghty-Moats  | 1000   |
| 02   | Gyda Westvold Hansen | 0760   |
| 03   | Jenny Nowak          | 0560   |
| 04   | Veronica Gianmoena   | 0453   |
| 05   | Maria Gerboth        | 0345   |
| 06   | Sophia Maurus (de)   | 0248   |
| 07   | Ida Marie Hagen      | 0224   |
| 08   | Stefaniya Nadymova   | 0220   |
| 09   | Lisa Hirner          | 0211   |
| 10   | Marte Leinan Lund    | 0187   |
| 11   | Anastasia Goncharova | 0167   |
| 12   | Ayane Miyazaki       | 0140   |
| 13   | Hanna Midtsundstad   | 0139   |
| 14   | Annamaija Oinas      | 0125   |
| 15   | Tess Arnone          | 0123   |
| 16   | Olga Aristova        | 0122   |
| 17   | Svetlana Gladikova   | 0121   |
| 18   | Taylor Henrich       | 0120   |
| 19   | Annemarii Bendi      | 099    |
| 19   | Léna Brocard         | 099    |

| Rang | Nom                        | Points |
| ---- | -------------------------- | ------ |
| 01   | Paul Gerstgraser           | 800    |
| 02   | Leif Torbjørn Næsvold (de) | 644    |
| 03   | Thomas Jöbstl              | 643    |
| 04   | Sindre Ure Søtvik          | 642    |
| 05   | Jakob Lange                | 515    |
| 06   | David Welde                | 496    |
| 07   | Harald Johnas Riiber       | 490    |
| 08   | Lars Ivar Skaarset (de)    | 359    |
| 09   | Philipp Orter              | 353    |
| 10   | Taylor Fletcher            | 330    |
| 11   |                            |        |
| 12   |                            |        |
| 12   |                            |        |
| 14   |                            |        |
| 15   |                            |        |
| 16   |                            |        |
| 17   |                            |        |
| 18   |                            |        |
| 19   |                            |        |

### Coupe des Nations
Le classement de la Coupe des nations est établi à partir d'un calcul qui fait la somme de tous les résultats obtenus par les athlètes d'un pays dans les épreuves individuelles.
| Rang | Nation | Points |
| ---- | ------ | ------ |
| 01.  |        |        |
| 02.  |        |        |
| 03.  |        |        |
| 04.  |        |        |
| 05.  |        |        |
| 06.  |        |        |
| 07.  |        |        |
| 08.  |        |        |

| Rang | Nation | Points |
| ---- | ------ | ------ |
| 01.  |        |        |
| 02.  |        |        |
| 03.  |        |        |
| 04.  |        |        |
| 05.  |        |        |
| 06.  |        |        |
| 07.  |        |        |
| 08.  |        |        |

## Résultats

### Compétition féminine
| Étape | Date             | Épreuve      | Vainqueur           | Deuxième             | Troisième          | Leader du classement |
| ----- | ---------------- | ------------ | ------------------- | -------------------- | ------------------ | -------------------- |
| 1     | 14 décembre 2018 | HS 75 / 5 km | Tara Geraghty-Moats | Gyda Westvold Hansen | Stefaniya Nadymova | Tara Geraghty-Moats  |
| 2     | 15 décembre 2018 | HS 75 / 5 km | Tara Geraghty-Moats | Gyda Westvold Hansen | Veronica Gianmoena | Tara Geraghty-Moats  |

| Étape | Date             | Épreuve       | Vainqueur            | Deuxième    | Troisième      | Leader du classement |
| ----- | ---------------- | ------------- | -------------------- | ----------- | -------------- | -------------------- |
| 3     | 19 décembre 2018 | HS 100 / 5 km | Tara Geraghty-Moats  | Jenny Nowak | Taylor Henrich | Tara Geraghty-Moats  |
| 4     | 20 décembre 2018 | HS 100 / 5 km | Gyda Westvold Hansen | Jenny Nowak | Taylor Henrich | Tara Geraghty-Moats  |

| Étape | Date           | Épreuve      | Vainqueur           | Deuxième       | Troisième            | Leader du classement |
| ----- | -------------- | ------------ | ------------------- | -------------- | -------------------- | -------------------- |
| 5     | 5 janvier 2019 | HS 97 / 5 km | Tara Geraghty-Moats | Ayane Miyazaki | Gyda Westvold Hansen | Tara Geraghty-Moats  |
| 6     | 6 janvier 2019 | HS 97 / 5 km | Tara Geraghty-Moats | Lisa Hirner    | Ayane Miyazaki       | Tara Geraghty-Moats  |

| Étape | Date            | Épreuve       | Vainqueur           | Deuxième             | Troisième            | Leader du classement |
| ----- | --------------- | ------------- | ------------------- | -------------------- | -------------------- | -------------------- |
| 7     | 16 février 2019 | HS 111 / 5 km | Tara Geraghty-Moats | Gyda Westvold Hansen | Jenny Nowak          | Tara Geraghty-Moats  |
| 8     | 17 février 2019 | HS 111 / 5 km | Tara Geraghty-Moats | Maria Gerboth        | Gyda Westvold Hansen | Tara Geraghty-Moats  |

| Étape | Date         | Épreuve       | Vainqueur           | Deuxième             | Troisième            | Leader du classement |
| ----- | ------------ | ------------- | ------------------- | -------------------- | -------------------- | -------------------- |
| 9     | 8 mars 2019  | HS 100 / 5 km | Tara Geraghty-Moats | Jenny Nowak          | Gyda Westvold Hansen | Tara Geraghty-Moats  |
| 10    | 9 mars 2019  | 5 km / HS 100 | Tara Geraghty-Moats | Jenny Nowak          | Gyda Westvold Hansen | Tara Geraghty-Moats  |
| 11    | 10 mars 2019 | HS 100 / 5 km | Tara Geraghty-Moats | Gyda Westvold Hansen | Stefaniya Nadymova   | Tara Geraghty-Moats  |

### Compétition masculine
| Étape | Date             | Épreuve       | Vainqueur        | Deuxième         | Troisième             | Leader du classement             |
| ----- | ---------------- | ------------- | ---------------- | ---------------- | --------------------- | -------------------------------- |
| 1     | 14 décembre 2018 | HS 75 / 10 km | Taylor Fletcher  | Paul Gerstgraser | Bernhard Flaschberger | Taylor Fletcher                  |
| 2     | 15 décembre 2018 | HS 75 / 10 km | Paul Gerstgraser | Taylor Fletcher  | Lars Buraas           | Taylor Fletcher Paul Gerstgraser |

| Étape | Date             | Épreuve        | Vainqueur         | Deuxième         | Troisième      | Leader du classement |
| ----- | ---------------- | -------------- | ----------------- | ---------------- | -------------- | -------------------- |
| 3     | 19 décembre 2018 | HS 100 / 10 km | Lukas Runggaldier | Paul Gerstgraser | Julian Schmid  | Paul Gerstgraser     |
| 4     | 20 décembre 2018 | HS 100 / 10 km | Taylor Fletcher   | Julian Schmid    | Ryōta Yamamoto | Taylor Fletcher      |

| Étape | Date           | Épreuve                                            | Vainqueur                   | Deuxième                    | Troisième                   | Leader du classement        |
| ----- | -------------- | -------------------------------------------------- | --------------------------- | --------------------------- | --------------------------- | --------------------------- |
| 5     | 4 janvier 2019 | HS 140 / 10 km                                     | Jens Lurås Oftebro          | Leif Torbjørn Næsvold (de)  | Johannes Lamparter          | Taylor Fletcher             |
| 6     | 5 janvier 2019 | HS 140 / 10 km                                     | Jens Lurås Oftebro          | Sindre Ure Søtvik           | Leif Torbjørn Næsvold (de)  | Taylor Fletcher             |
| 13    | 6 janvier 2019 | HS 140 / Par équipes : 5 km, 2,5 km, 2,5 km & 5 km | Épreuve déplacée à Eisenerz | Épreuve déplacée à Eisenerz | Épreuve déplacée à Eisenerz | Épreuve déplacée à Eisenerz |

| Étape | Date            | Épreuve                                            | Vainqueur                                                                                     | Deuxième                                                           | Troisième                                                                          | Leader du classement       |
| ----- | --------------- | -------------------------------------------------- | --------------------------------------------------------------------------------------------- | ------------------------------------------------------------------ | ---------------------------------------------------------------------------------- | -------------------------- |
| 7     | 11 janvier 2019 | HS 142 / 10 km                                     | Leif Torbjørn Næsvold (de)                                                                    | Harald Johnas Riiber                                               | Sindre Ure Søtvik                                                                  | Taylor Fletcher            |
| 8     | 13 janvier 2019 | Mass-start 10 km / HS 142                          | Leif Torbjørn Næsvold (de)                                                                    | Sindre Ure Søtvik                                                  | Harald Johnas Riiber                                                               | Leif Torbjørn Næsvold (de) |
| 9     | 13 janvier 2019 | HS 142 / Par équipes : 5 km, 2,5 km, 2,5 km & 5 km | Norvège- Simen Tiller - Sindre Ure Søtvik - Harald Johnas Riiber - Leif Torbjørn Næsvold (de) | Allemagne- Martin Hahn - Julian Schmid - David Welde - Jakob Lange | Autriche- Thomas Jöbstl - Christian Deutschl - Samuel Mraz - Bernhard Flaschberger |                            |

| Étape | Date            | Épreuve        | Vainqueur                  | Deuxième           | Troisième            | Leader du classement       |
| ----- | --------------- | -------------- | -------------------------- | ------------------ | -------------------- | -------------------------- |
| 10    | 26 janvier 2019 | HS 139 / 10 km | Leif Torbjørn Næsvold (de) | Lars Ivar Skaarset | Thomas Jöbstl        | Leif Torbjørn Næsvold (de) |
| 11    | 27 janvier 2019 | HS 139 / 10 km | Paul Gerstgraser           | Thomas Jöbstl      | Harald Johnas Riiber | Leif Torbjørn Næsvold (de) |

| Étape | Date            | Épreuve        | Vainqueur                                                                     | Deuxième                                                                              | Troisième                                                             | Leader du classement       |
| ----- | --------------- | -------------- | ----------------------------------------------------------------------------- | ------------------------------------------------------------------------------------- | --------------------------------------------------------------------- | -------------------------- |
| 12    | 8 février 2019  | HS 109 / 10 km | Paul Gerstgraser                                                              | Philipp Orter                                                                         | Lars Ivar Skaarset                                                    | Leif Torbjørn Næsvold (de) |
| 13    | 9 février 2019  | HS 109 / 10 km | Autriche- Philipp Orter - Christian Deuschl - Florian Dagn - Paul Gerstgraser | Norvège- Simen Tiller - Harald Johnas Riiber - Sindre Ure Søtvik - Lars Ivar Skaarset | Allemagne- Justin Moczarski - Jonas Meier - Jonas Welde - Jakob Lange |                            |
| 14    | 10 février 2019 | HS 109 / 10 km | Paul Gerstgraser                                                              | Philipp Orter                                                                         | Lars Ivar Skaarset                                                    | Paul Gerstgraser           |

| Étape | Date            | Épreuve        | Vainqueur        | Deuxième             | Troisième         | Leader du classement |
| ----- | --------------- | -------------- | ---------------- | -------------------- | ----------------- | -------------------- |
| 15    | 16 février 2019 | HS 111 / 10 km | Paul Gerstgraser | Harald Johnas Riiber | Sindre Ure Søtvik | Paul Gerstgraser     |
| 16    | 17 février 2019 | HS 111 / 10 km | Paul Gerstgraser | Harald Johnas Riiber | Antoine Gérard    | Paul Gerstgraser     |

| Étape | Date         | Épreuve                 | Vainqueur     | Deuxième          | Troisième                  | Leader du classement |
| ----- | ------------ | ----------------------- | ------------- | ----------------- | -------------------------- | -------------------- |
| 17    | 8 mars 2019  | HS 100 / 5 km           | Luis Lehnert  | Sindre Ure Søtvik | Leif Torbjørn Næsvold (de) | Paul Gerstgraser     |
| 18    | 9 mars 2019  | 5 km / HS 100           | Thomas Jöbstl | Jakob Lange       | Hidefumi Denda (de)        | Paul Gerstgraser     |
| 19    | 10 mars 2019 | HS 100 / HS 100 / 15 km | Thomas Jöbstl | Tomáš Portyk      | Jakob Lange                | Paul Gerstgraser     |